# Практика (театр)
«Пра́ктика» — московский театр, созданный как экспериментальный центр новой драмы в 2005 году режиссёром Эдуардом Бояковым.
Учредитель — Правительство Москвы.

## Художественные руководители
- Эдуард Бояков (2005-2013)
- Иван Вырыпаев (2013—2016)
- Дмитрий Брусникин (7[1]—9 августа 2018[2])
- Марина Брусникина (с 4 октября 2018[3])

## Репертуар
Основу репертуара театра составили пьесы Ивана Вырыпаева, Германа Грекова, Вячеслава Дурненкова, Мариуса фон Майенбурга, Павла Пряжко, Игоря Симонова, Анны Яблонской.
На данный момент театр используется как площадка для постановок нескольких театральных трупп:
- «Мастерская Брусникина» — театральная компания из актёров, закончивших обучение на курсе Дмитрия Брусникина в Школе-студии МХАТ в 2015 и 2019 годах;
- «Июльансамбль» — театральная компания из актёров, закончивших обучение на курсе Виктора Рыжакова в Школе-студии МХАТ в 2016 и 2020 годах;
- «Кудряши» — театральная компания из актёров, закончивших обучение на курсе Олега Кудряшова в ГИТИСе в 2018 году, и др.

### Постановки
«Мастерская Брусникина»
- 2011 — «Это тоже я. Вербатим» (реж. Дмитрий Брусникин, Юрий Квятковский)
- 2016 — «Чапаев и Пустота» по роману Виктора Пелевина (реж. Максим Диденко)
- 2016 — «Наташина мечта» по пьесе Ярославы Пулинович (реж. Марина Брусникина)
- 2016 — «Девушки в любви» по пьесе Ирины Васьковской (реж. Алиса Кретова)
- 2017 — «Транссиб» (реж. Дмитрий Брусникин, Сергей Щедрин, Юрий Квятковский)
- 2017 — «Бы» (автор и реж. Дмитрий Соколов)
- 2017 — «Бетховен» по пьесе Валерия Печейкина (реж. Хуго Эрикссен)
- 2017 — «Йелэна» по сказке Людмилы Петрушевской (реж. Фёдор Павлов-Андреевич)
- 2018 — «Смерть и чипсы» по рассказам Леонида Андреева (реж. Данил Чащин)
- 2018 — «Кульминация» по пьесам разных авторов (реж. Дмитрий Брусникин)
- 2018 — «Человек из Подольска. Серёжа очень тупой» по пьесам Дмитрия Данилова (реж. Марина Брусникина)
- 2019 — «Множественное время клиники» (реж. Андрей Буров)
- 2019 — «Пограничное состояние» (реж. Юрий Квятковский)
- 2019 — «Занос» по пьесе Владимира Сорокина (реж. Юрий Квятковский)
- 2019 — «Мороз, Красный нос» по стихотворению Николая Некрасова (реж. Марина Брусникина)
- 2020 — «Посадить дерево» по пьесе Алексея Житковского (реж. Марина Брусникина)
- 2020 — «Поле» по повести Чингиза Айтматова «Материнское поле» (реж. Марина Брусникина)
- 2020 — «Lorem Ipsum» по пьесе Екатерины Августеняк (реж. Андрей Гордин, Яна Гладких, Нина Гусева, Сергей Карабань, Эмилия Кивелевич, Алиса Кретова, Алексей Мартынов, Алина Насибуллина, Игорь Титов)
- 2021 — «В кольцах» («Несчастливая Москва») по повести Евгении Некрасовой (реж. Марина Брусникина)

Другие:
- «Tribute. Зощенко. Эрдман. Аверченко. Платонов. Довлатов» — вечер-воспоминание, посвященный творчеству писателей разных лет; читает Александр Филиппенко
- «Агата возвращается домой» (автор Линор Горалик) — сказка для взрослых от восьми лет
- «Небожители» — спектакль по пьесе Игоря Симонова о том, как строятся отношения между олигархом и теми, кто стремится приблизиться к «сильным мира сего»
- «Жизнь удалась» — спектакль по пьесе Павла Пряжко о том, как базовые ценности смыкаются с вечной русской тоской
- «Кеды» — спектакль по пьесе Любови Стрижак о беззаботном хипстере Грише, у которого нет ни работы, ни денег на фирменные кеды

## Проекты
- «Политеатр» — совместный проект театра и Политехнического музея. Площадка, на которой читали свои стихи Маяковский, Есенин, Цветаева, Вознесенский, Евтушенко, стала местом встречи поэтов, художников, актёров, режиссёров и музыкантов нового времени[4];
- «Текстура» — фестиваль театра и кино, по итогам которого вручается премия «Имя»[5];
- «Большая перемена» — международный фестиваль театра для детей, проходящий ежегодно в дни осенних каникул[6];
- «Человек.doc» — документальный проект, знакомящий зрителей с культурными героями современности: драматургом Александром Гельманом, китаеведом Брониславом Виногродским, режиссёром и сценаристом Ольгой Дарфи, композитором Владимиром Мартыновым, рэпером Смоки Мо, дизайнером Артемием Лебедевым и другими.

Я утверждаю, что это и есть современные культурные герои. Сегодняшняя история развивается с такой скоростью, что мы не успеваем ничего осмыслить. Я с этим на своем уровне пытаюсь разобраться, для этого нужны люди.— режиссёр Эдуард Бояков

## Рецензии
Спектакли и проекты театра «Практика» вызвали большое количество откликов в прессе.
Так, корреспондент портала «Однако», побывав на программе «Человек.doc», отметила, что это «театр прямого действия, театр-перформанс. Не просто сочетание драматургии с событием в реальном времени, но более радикальные попытки убрать четвертую стену и настоять на театральности самого производственного процесса, на персонажности всех участников действия, включая зрителя».
Рассказывая о спектакле «Жизнь удалась», рецензент «Петербургского театрального журнала» говорит, что, с одной стороны, зритель узнаёт в героях ребят с любых городских окраин, а с другой — постепенно осознаёт, что «жизнь удалась, но не у всех и по-разному».
Спектакль «Кеды», по мнению журналиста издания «РБК daily», заставляет зал быть не только зрителями, но и соучастниками действа, происходящего на сцене. Это достигается за счёт вопросов, которые герои время от времени задают аудитории, а также благодаря оформлению: в зеркалах, установленных на сцене, отражаются и персонажи, и те, кто пришёл на спектакль.
Журнал «Итоги», рассказывая о «Кедах», констатирует, что создатели спектакля «пытаются разобраться с пустотой — той, что внутри». А драматическую развязку автор публикации трактует как поиск ответа на вопрос, «куда слился протест креативного класса»
.

## Режиссёры
С театром сотрудничали такие режиссёры, как Владимир Агеев, Филипп Григорьян, Светлана Землякова, Руслан Маликов, Виктор Рыжаков.

## Актёры
В театре играли Полина Агуреева, Павел Артемьев, Алиса Гребенщикова, Григорий Калинин, Борис Каморзин, Ольга Зейгер, Наталья Лесниковская, Иван Макаревич, Инга Оболдина, Мелисса Лаус, Вера Полозкова, Андрей Смоляков, Александр Филиппенко, Алиса Хазанова, Наталья Тетенова, Ксения Лукьянчикова, Дарья Верещагина.